# Тома, Санда (актриса)
Санда Тома (рум. Sanda Toma; 27 октября 1934, Бухарест — 26 ноября 2022) — румынская актриса

 театра, кино, телевидения и озвучания.

## Биография
Окончила Театральный институт им. И. Л. Караджале.
В 1956—1958 годах выступала на сцене Национального театра Крайова. В 1961—1994 годах — артистка Театра комедии, затем — Национального театра в Бухаресте. За время своей театральной карьеры сыграла множество ролей. До 1989 года часто работала на телевидении. Занималась дубляжем.
Играла в пьесах Мольера, Шекспира, Чехова, Дж. Шоу, Э. Ионеско, О. Уайльда, Б. Брехта, А. Сухово-Кобылина, Е. Шварца и других.
Снималась в кино. С 1960 по 2014 год сыграла в 16 фильмах.
Скончалась 26 ноября 2022 года.

## Избранная фильмография
- 2014 — Domnul de la curte — Старая леди
- 2002 — Tandretea lacustelor (ТВ)
- 2002 — Les percutés — Женщина с рюкзаком
- 1998 — Train de vie — Мере де Йосси
- 1994 — Crucea de piatra
- 1990 — Беспорядок / Harababura
- 1987 — Figurantii
- 1985 — Promisiuni — Заведующая магазином
- 1979 — Un om în loden — Анжела Присакару
- 1977 — Tufa de Venetia
- 1976 — Bunicul si doi delincventi minori
- 1973 — Zestrea — Лола
- 1971 — Der Seewolf — Мать ван Вейдена
- 1971 — Der Seewolf (ТВ-сериал) — Мать ван Вейдена
- 1962 — Celebrul 702 — Диана
- 1960 — Badaranii — Люсьетта

## Награды
- Орден Труда III степени (1964)[4].
- Орден «За заслуги перед культурой»[рум.] 4 класса (1967)[5]
- Премия ЮНИТЕР за художественную деятельность (2002)